# Richard Boateng
Richard Boateng (Kumasi, 25 de novembro de 1988) é um futebolista profissional ganês que atua como meio-campo pelo Alcorcón.

## Carreira
Richard Boateng fez parte do elenco da Seleção Ganesa de Futebol na Campeonato Africano das Nações de 2013.

## Títulos
Gana
- Campeonato Africano das Nações: 2015 4º Lugar.